# Francisco Illingworth
Francisco P. Illingworth Icaza (Guayaquil, Ecuador, 18 de febrero de 1905 - 20 de junio de 1982) fue un político y escritor ecuatoriano que ocupó el cargo de vicepresidente del país entre 1956 y 1960, durante la presidencia del conservador Camilo Ponce Enríquez.
Descendiente de los próceres de la independencia Juan Illingworth Hunt y José de Villamil, realizó sus estudios secundarios en el Colegio Nacional Vicente Rocafuerte.

Fue uno de los fundadores de la Cámara de Industrias de Guayaquil. También dirigió la vocería de la Benemérita Sociedad Filantrópica del Guayas y fue presidente de la Sociedad Nueve de Octubre de Auxilios Mutuos y del Club de Leones de Guayas y El Oro.
En el ámbito político militó en el Partido Conservador Ecuatoriano y fue consejero provincial de Guayas. También fue primer vicepresidente de la Asamblea Constituyente de 1946, como representante de la provincia de Guayas. Al asumir la vicepresidencia de la República Mariano Suárez Veintimilla, ascendió a Presidente de la Asamblea Constituyente que ejerció como Congreso Unicameral en 1947 y 1948, asumiendo la Vicepresidencia interina de la República cuando Suárez Veintimilla ascendió a la Presidencia de la República.
Durante su tiempo como Vicepresidente de la República ocupó la Presidencia del Senado, del Consejo de Estado y del Consejo de Economía.
Como autor escribió un libro sobre moral y política, tres obras teatrales y varios poemas.